# Mauro Bicicli

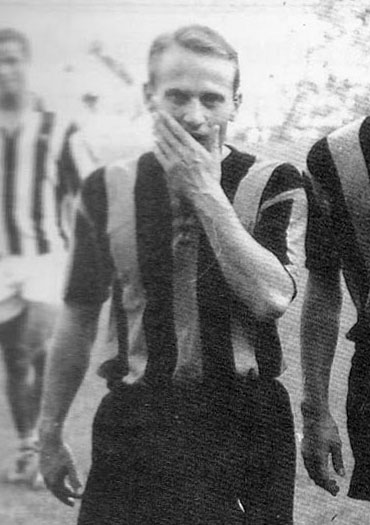
Coppa Italia 1958–59 – Inter Milan vs Juventus FC – Mauro Bicicli

Mauro Bicicli (* 15. Januar 1935 in Crema; † 22. August 2001 ebd.) war ein italienischer Fußballspieler und -trainer.

## Biografie
Als Stürmer spielte Mauro Bicicli mit Unterbrechungen insgesamt neun Jahre für Inter Mailand und erzielte für diese Mannschaft in insgesamt 182 Spielen 27 Tore. Obwohl seine Zeit als Stammspieler in den Jahren von 1957 bis 1962 lag, kam er zum wichtigsten Spiel seiner Karriere im Jahre 1967, als er im Finale des Europapokals der Landesmeister gegen Celtic Glasgow, welches die Schotten mit 2:1 gewannen, für den verletzten Luis Suárez zum Einsatz kam.
Seine weiteren Vereine als Spieler waren neben seinem Heimatclub Crema AC Parma, Catania, Genoa, Lanerossi Vicenza und Brescia. Als Trainer war er für Brescia, Ospedaletto, Fanfulla und Legnano tätig. Mauro Bicicli starb im August 2001 im Alter von 66 Jahren an einem Lebertumor.